# Српски дом у Вуковару
Српски дом је грађевина која се налази у граду Вуковару, Републици Хрватској на адреси Ул. Европске уније и установа је која се бави културним делатностима и вјерским потребама српске националне заједнице града Вуковара.

## Историја
Почетком 20. века долази се на идеју изградње Српског дома у граду Вуковару за културне и верске потребе српске заједнице у граду на Дунаву. Вуковарски Срби дају прилоге за изградњу зграде Српског дома у средишту града одмах до Саборне цркве Светог Николе.
Првобитна зграда подигнута је 1733. године за православну српско-рускословенску школу коју је основао Тимофеј Левандовски. Ова зграда изгореела је у пожару 1822. године.
На истом месту гради се нови барокни објекат. С обзиром да су у њој били смеештени и српско пеевачко друштво "Јавор" и Српска женска добротворна задруга, зграда постаје мала и приступа се градњи нове зграде, која постоји и данас. Иницијативу је дао 31. новембра 1903. године вуковарски адвокат др. Светислав Новак, након чега је формиран Одбор за изградњу од 40 угледних Срба, грађана града Вуковара. За председника одбора био је изабран вуковарски адвокат др Александар Пеичић. Зграда је изграђена 1904. године прилозима угледних вуковарских Срба (велепоседник Радивој Пауновић, Јован Баић, Васа Михаиловић и др.) као и уделима тадашњих српских институција у граду (Српска штедионица, Српска кредитна банка, Српска женска добротворна задруга, српско певачко друштво "Јавор", Српска занатлијска задруга и др), укупно је прикупљено 18.350 круна.
Зграда је посвећена 27. јануара 1905. године на Светог Саву.
Зграду су за своје потребе користили: српска пјевачко друштво "Јавор" које је располагало богатом музичком библиотеком, Српска женска добротворна задруга, српско просвјетно и привредно удружење "Посестрима" и Српска православна црквена општина. Од 1904. до 1919. године у згради је радила српска школа. У згради су обележавани важни национални и вјерски празници, одржаване светосавске бесједе, академије, добротворне забаве и дружења. Током Другог светског рата зграда је претворена у немачку Команду града Вуковара, док је од стране државних органа Независне Државе Хрватске имовина конфискована и отуђена. Зграда "Српског дома" после Другог светског рата је национализирана од стране комуниста 1947. године и кориштена је у друге сврхе. Са прочеља зграде уклоњен је ћирилични натпис "Српски дом".
Српски Дом тешко је оштећен у последњем рату 1991. године и због нерешених власничких односа између града и Српске православне цркве, те чињенице да је објекат још пре рата под непознатим околностима укњижен на градску фирму Велепромет, Српски Дом један је од свега неколико преосталих необновљених грађевина у граду Вуковару.

## Обнова дома
Године 2019. завршени су радови на уређењу фасаде дома те су настављени унутрашњи радови као и радови на изградњи велике дворане за одржавање културних манифестација везаних уз српску заједницу у граду Вуковару.
Како није било другог решења, ”Српско Народно Вијеће” из Загреба уплатило је око одва милиона куна средстава Владе Републике Србије, те је 30. марта 2017. у Вуковару потписан купопродајни уговор за откуп Српског Дома који представља први корак у обнови овог за културни , друштвени и верски живот српске заједнице града Вуковара веома значајног објекта. Након што је влада Републике Србије издвојила милион евра за обнову Српског дома у Вуковару, почели су припремни радови на том објекту који је у подједнаком власништву Заједничког вијећа општина, Српског народног вијећа и Српске православне црквене општине Вуковар.
Планирана је обнова постојеће зграде те градња нове у дворишту с мултифункционалном великом двораном за одржавање различитих манифестација, као и подрумским просторијама. У постојећој згради постојаће канцеларије за свештенике, а преостали простор користиће српски народ са ширег подручја града Вуковара.